# Paul Bunyan

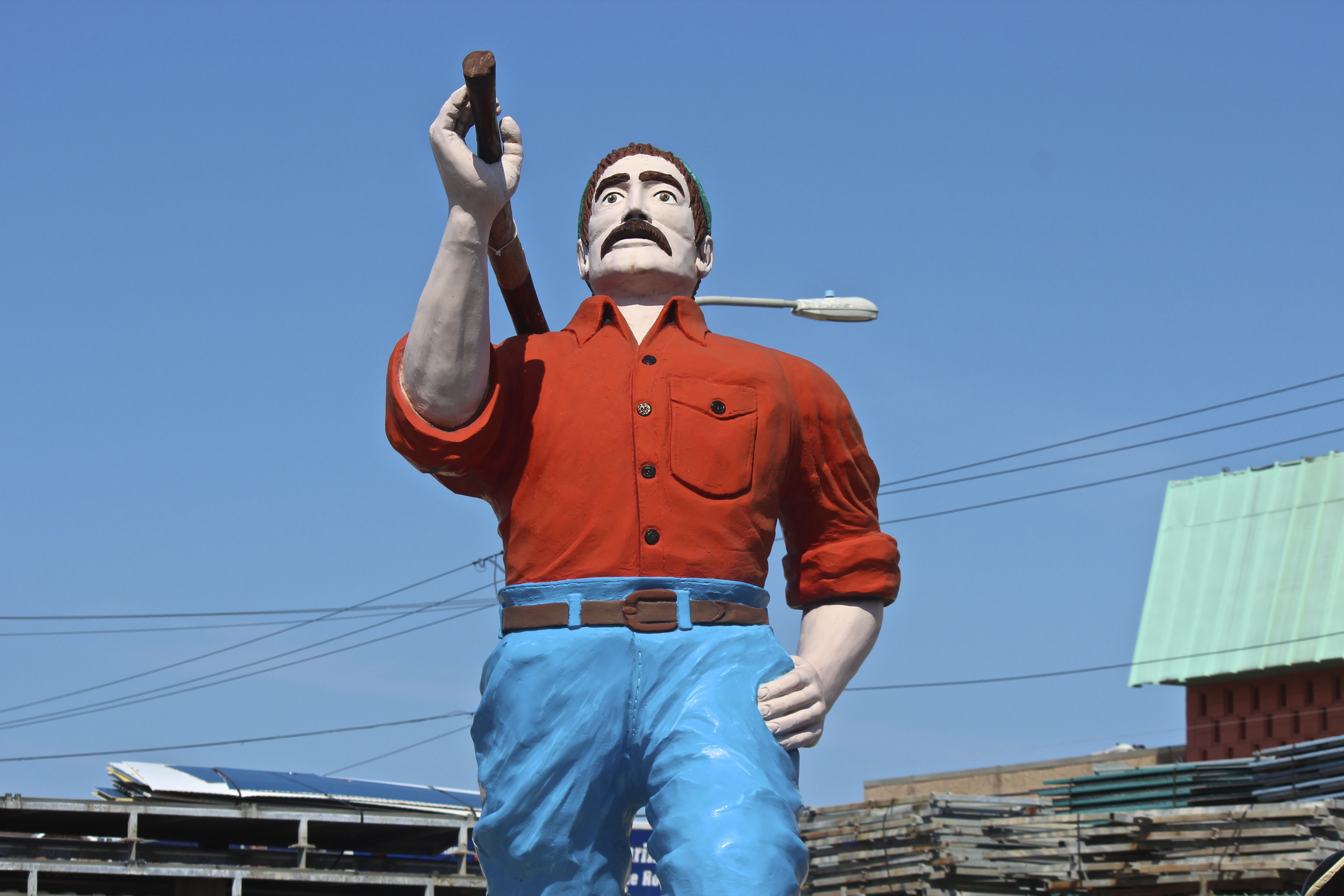
Casino Pier Paul Bunyan.

Paul Bunyan es un leñador legendario gigantesco que aparece en algunos  relatos tradicionales del folclore estadounidense. Fue creado por el periodista estadounidense James MacGillivray. Está ligado a los estados de Míchigan, Wisconsin y Minnesota, donde goza de gran popularidad. Los hermanos Coen le dedican un homenaje en 1996 haciendo que aparezca en diversas ocasiones en la película Fargo. Ha sido mencionado en varios programas de televisión, incluyendo Kick Buttowski: Suburban Daredevil, Los Simpson, The Big Bang Theory, Supernatural, Phineas y Ferb, Sex & the City, Gravity Falls, La banda del patio, That 70's Show, Monster Inc. y la película de 1995 "Un cuento: El mito de Pecos Bill". Así mismo, también es mencionado en la novela de Stephen King "It". Fue protagonista del capítulo "El leñador gigante" ("Legend Paul Bunyan") de la serie animada Festival de clásicos familiares de Rankin/Bass Productions en 1972, así como de un cortometraje animado llamado Paul Bunyan producido en 1958 por Disney. También es mencionado en la canción "Grand Canyon" de la banda estadounidense The Magnetic Fields, perteneciente al álbum "69 Songs About Love", publicado en 1999. Dice la leyenda que con sus pisadas creo los 10.000 lagos de minecota 

## Mito de periódico
Dutch Dake y yo habíamos escogido el árbol más grande que encontramos, y nos habíamos puesto a cortar durante tres días con nuestra gran sierra, que tenía tres hojas, con más de treinta pies de dientes. Nos iba estupendamente cuando, al cuarto día, llegó la hora del almuerzo y decidimos ir a comer a la solana. Así que recogimos nuestra manduca y rodeamos el árbol.

No habíamos ido muy lejos cuando oímos un ruido. Que me aspen si no eran Bill Carter y Sailor Jack serrando el mismo árbol. Al principio parecía una lucha, pero acordamos que cada uno cortaría desde su lado y nos encontraríamos al séptimo día. Ellos intentarían que el árbol cayera hacia el norte y nosotros que cayera hacia el sur, y el maldito árbol aguantó de pie un mes o más, serrado por completo, pero sin saber de qué lado caer, hasta que llegó un vendaval y lo tiró.

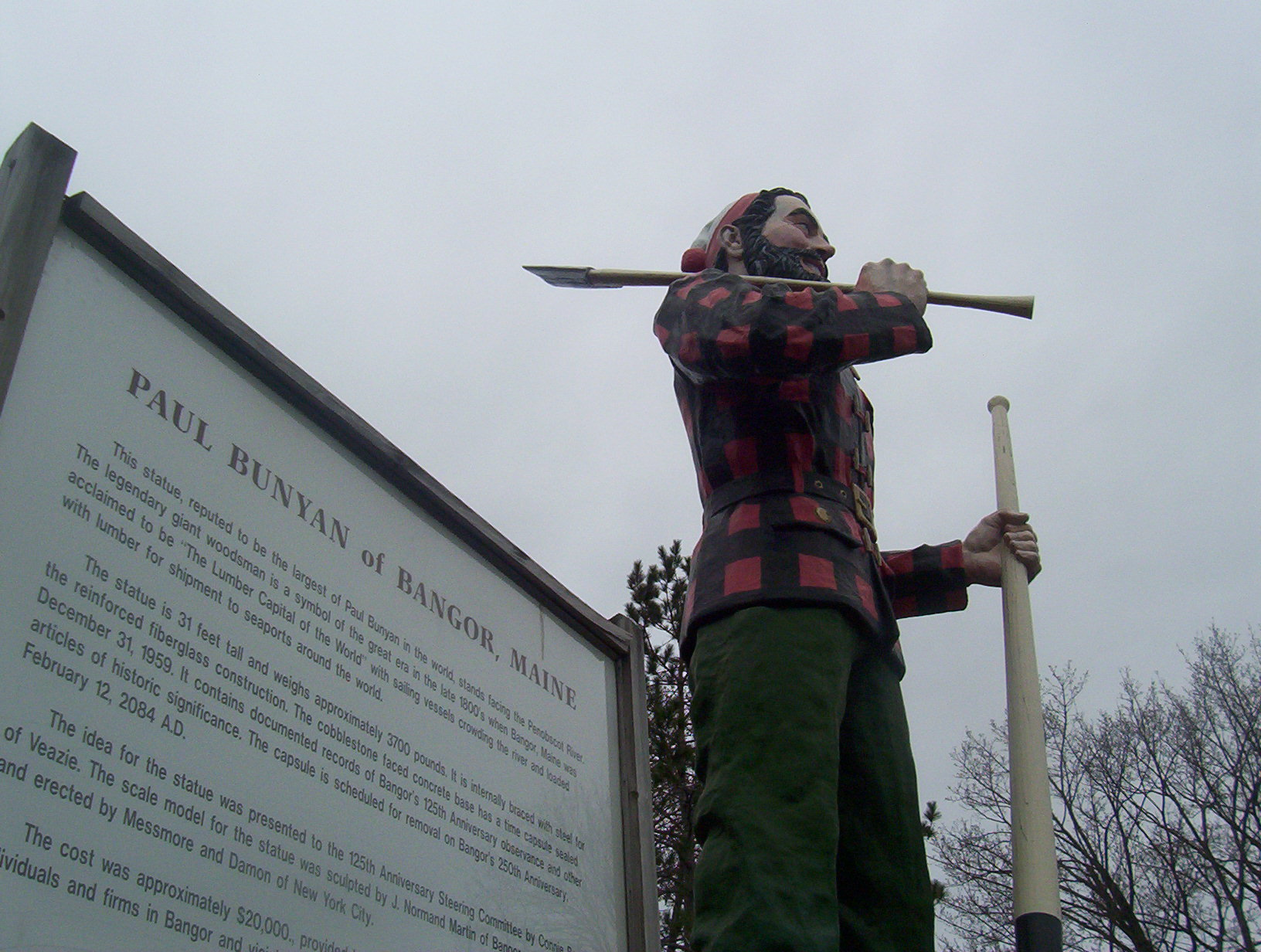
Paul Bunyan en Bangor, Maine. Un reportero itinerante publicó el primer artículo sobre el personaje en 1906. Al parecer, recogió historias tradicionales entre los leñadores y las adornó con su propio ingenio. La leyenda comenzó a extenderse con la publicación, el 24 de julio de 1910, de The Round River Drive, que incluía la historia sobre un concurso patrocinado por Bunyan en el que Dutch Dake (otro leñador fabuloso y forzudo) y el narrador competían por ver quién derribaba el mayor árbol del bosque.

William B. Laughead publicó después Introducing Mr. Paul Bunyan of Westwood, California (Les presento al señor Paul Bunyan de Westwood, California), el primero de una serie de folletos de la empresa Red River Lumber Company que usaban a Bunyan como reclamo publicitario. Algunas de las historias recogidas en los folletos se basaban en historias que Laughead recordaba haber oído diez años antes en un campamento de leñadores de Minnesota. Otras se basaban en sus propias experiencias, convenientemente exageradas. 
Básicamente, Paul Bunyan aparecía como un hombretón fuerte e intrépido que no temía a nada, acompañado por su querida mascota Babe, un buey azul. A través de sus folletos publicitarios Laughead creó gran parte del "canon" de Bunyan, incluyendo el buey azul y el personaje de Johnny Inkslinger. El folclorista Richard Dorson señaló las historias de Bunyan creadas por Laughead y otros como un claro ejemplo de fakelore ('folclore falso'). 

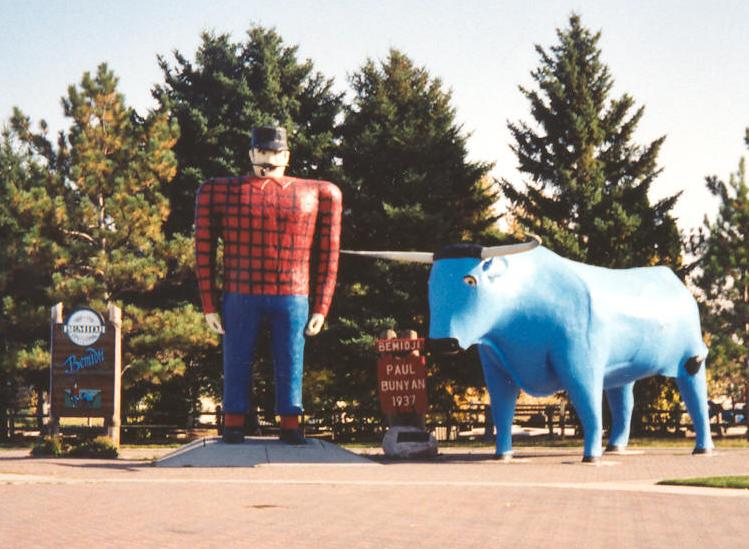
Paul Bunyan y Babe, el buey azul, en Bemidji, Minnesota.

## Localización
Docenas de ciudades se disputan ser el lugar de origen de Paul Bunyan. Muchos consideran que Bangor, en Maine, es su residencia oficial, pero otras ciudades (como Bemidji, Brainerd, Shelton, Westwood, Bay City e incluso Eau Claire, en Wisconsin) también reclaman el título. Varios autores, entre ellos James Stevens y D. Laurence Rogers, sostienen que el origen de las historias de Bunyan se encuentra en las hazañas del leñador francocanadiense Fabian "Saginaw Joe" Fournier, nacido en 1845 y fallecido en 1875. Fournier trabajó para la H. M. Loud Company en el área de Grayling, Míchigan, entre 1865 y 1875, en la zona donde más tarde MacGillivray trabajó y recogió las historias que le sirvieron de inspiración. El estado de Míchigan ha declarado a Oscoda como residencia oficial de Paul Bunyan, basándose en la primera historia de Bunyan que publicó MacGillivray. 
Según una leyenda, Bunyan nació en Bangor, Maine (una de las grandes capitales madereras), y partió hacia el oeste en busca de árboles. En Kelliher, Minnesota, se encuentra el Paul Bunyan Memorial Park, donde se supone que está enterrado el personaje. Otra leyenda afirma que la tumba de Bunyan se encuentra en la Montaña de Rib en Wausau, Wisconsin.